# Нові Верхіси
Нові Верхі́си (рос. Новые Верхисы, ерз. Иса Веле) — село у складі Інсарського району Мордовії, Росія. Входить до складу Нововерхіського сільського поселення.
Населення — 202 особи (2010; 249 у 2002).
Національний склад станом на 2002 рік:
- мордва — 90 %